# Jiamusi
Jiamusi (chiń. 佳木斯; pinyin Jiāmùsī) – miasto o statusie prefektury miejskiej w północno-wschodnich Chinach, w prowincji Heilongjiang, port nad rzeką Sungari. W 2010 roku liczba mieszkańców miasta wynosiła 855 712. Prefektura miejska w 1999 roku liczyła 2 378 474 mieszkańców. Ośrodek przemysłu maszynowego, włókienniczego, spożywczego, papierniczego i drzewnego. Siedziba rzymskokatolickiej prefektury apostolskiej Jiamusi.

## Podział administracyjny
Prefektura miejska Jiamusi podzielona jest na:
- 4 dzielnice: Qianjin, Xiangyang, Dongfeng, Jiao,
- 3 miasta: Tongjiang, Fujin, Fuyuan
- 3 powiaty: Huanan, Huachuan, Tangyuan.

## Współpraca
- Nirasaki, Japonia
- Komsomolsk nad Amurem, Rosja
- Shoalhaven, Australia